# Javier Humet
Javier Humet Gaminde, más conocido como Javier Humet (Barcelona, 22 de enero de 1990) es un jugador de balonmano español, nacionalizado rumano, que juega de lateral derecho en el Al Rayyan. Es internacional desde 2017 con la selección de balonmano de Rumania.
En España ha jugado en el Portland San Antonio y en el BM Aragón.

## Palmarés

### Dinamo Bucarest
- Liga Națională (4): 2021, 2022, 2023, 2024
- Copa de Rumania de balonmano (3): 2021, 2022, 2024

## Clubes
- Portland San Antonio (2008-2011)
- BM Aragón (2011-2012)
- HCM Constanţa (2012-2013)[3]
- US Ivry Handball (2013-2014)
- HCM Constanţa (2014-2015)
- CSM București (2015-2018)
- Steaua Bucarest (2018-2020)
- Dinamo de Bucarest (2020-2024)
- Al Rayyan (2024- )